# Complesso di lancio 3

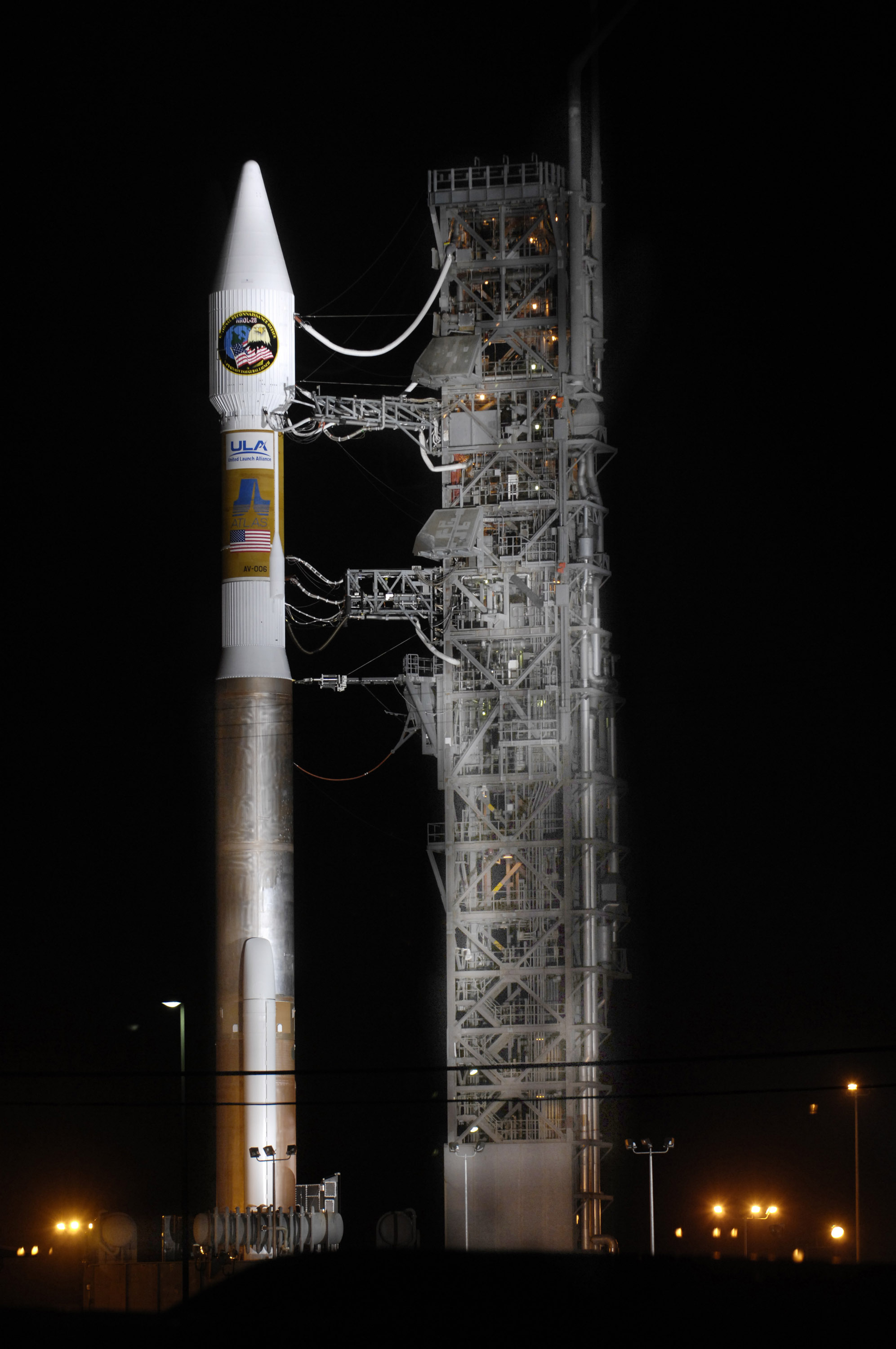
Un Atlas V 411 pronto a partire dal complesso di lancio 3E

Il complesso di lancio spaziale 3 (SLC-3) è un complesso di lancio presso la base dell'Air Force di Vandeberg che è stato utilizzato per i lanci dei razzi Atlas e Thor. Costruito nei primi anni sessanta, consiste in due rampe di lancio, la SLC-3E (ad est) e la SLC-3W (ad ovest). L'orientamento della costa della California permette di lanciare razzi verso orbite polari, evitando di far cadere componenti su luoghi abitati fino all'Antartide, al contrario del Kennedy Space Center, che permette lanci con un'inclinazione massima di 57°.

## SLC-3E

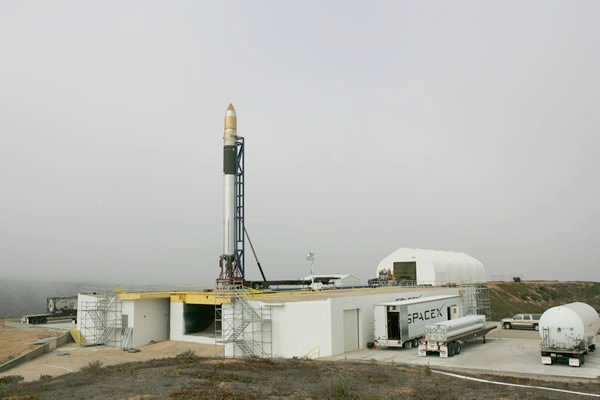
Falcon 1 sulla rampa 3W.

Dalla rampa SLC-3E sono state lanciate con successo tre missioni dell'Atlas IIAS. La prima, lanciata il 18 dicembre 1999 ha portato in orbita il satellite Terra. Le altre due hanno lanciato satelliti per il Naval Ocean Survelliance System, l'USA 160 e l'USA 173. L'ultima missione è stata lanciata il 2 dicembre 2003.

Nel gennaio 2004 sono cominciati i lavori per supportare i lanci dell'Atlas V 500. Fu eretta una torre di servizio di 73 metri per accogliere le dimensioni maggiori del vettore. Nel luglio 2004 la Lockheed Martin annunciò l'arrivo del quarto e ultimo segmento della struttura di supporto fissa (FLP). I segmenti erano trasportati da una fabbrica in Oak Hill, Florida, lontana 5 600 km. Quello di maggiori dimensioni pesava 90 tonnellate e ha rappresentato il più grande trasporto eccezionale interstatale mai tentato negli USA. Nel febbraio 2005 la rampa era pronta per il nuovo compito. Il primo Atlas V fu lanciato alle 10:02 GMT del 13 marzo 2008. 

## SLC-3W
Lo SLC-3W era stato costruito in origine per i lanci Atlas-Agena, il primo fu la missione Samos 1, lanciata nell'ottobre del 1960. Il complesso di lancio fu pesantemente danneggiato undici mesi dopo, durante l'esplosione del vettore della missione Samos 3, ma fu riparata velocemente e ospitò il lancio successivo dopo poco più di un mese.
Nel 1962-63, la rampa è stata convertita per il Thor-Agena e diventò il sito di lancio principale dei satelliti spia della costellazione Corona fino al 1972, quando tornò a ospitare gli Atlas, questa volta nella versione E/F. L'ultimo di questi lanci avvenne nel 1995.
La società SpaceX aveva inizialmente pianificato di lanciare il Falcon 1 da questo sito, ma decise di spostarsi a Omelek Island dopo solo un test di accensione.